# Magia słów
Magia słów – dziewiąty album studyjny zespołu Fanatic, który ukazał się na początku 1995 roku nakładem firmy Blue Star. Równolegle z kasetą magnetofonową ukazała się także płyta kompaktowa o tym samym tytule. Do nagrań "Magia słów" i "W oczy spójrz" powstały teledyski, które prezentowano w programie Disco Relax na antenie TV Polsat.

## Lista utworów
Płyta CD
1. Jesteś moim snem (muz. i sł. Sławomir Osuchowski)
2. Szare dni (muz. i sł. Sławomir Osuchowski)
3. Bezpieczna miłość (muz i sł. Witold "Mix" Waliński)
4. Zostań tu (muz. i sł. Sławomir Osuchowski)
5. Magia słów (muz. i sł. Sławomir Osuchowski)
6. Laleczka ze snu (muz. Witold "Mix" Waliński, sł. Sławomir Skręta)
7. To Disneyland (muz. i sł. Sławomir Osuchowski)
8. Twoje miejsce (muz. Sławomir Osuchowski, sł. Sławomir Skręta)
9. Och moja mała (muz. i sł. Jerzy Ślubowski)
10. Miłość jak wiatr (muz. i sł. Sławomir Osuchowski)
11. Rozdarte serce (muz. Witold "Mix" Waliński, sł. Sławomir Skręta)
12. Dobra zabawa (muz. i sł. Witold "Mix" Waliński)
13. Wyciągnij rękę (muz. i sł. Sławomir Osuchowski)
14. Pocałuj miła (muz. i sł. Sławomir Osuchowski)
15. W oczy spójrz (muz. Sławomir Osuchowski, sł. Leszek Nowakowski)
16. Żegnaj, żegnaj (muz. i sł. Sławomir Osuchowski)

Kaseta magnetofonowa
Strona A
1. Szare dni (muz. i sł. Sławomir Osuchowski)
2. Bezpieczna miłość (muz. i sł. Witold "Mix" Waliński)
3. Laleczka ze snu (muz. Witold "Mix" Waliński, sł. Sławomir Skręta)
4. Rozdarte serce (muz. Witold "Mix" Waliński, sł. Sławomir Skręta)
5. Pocałuj miła (muz. i sł. Sławomir Osuchowski)

Strona B
1. To Disneyland (muz. i sł. Sławomir Osuchowski)
2. W oczy spójrz (muz. Sławomir Osuchowski, sł. Leszek Nowakowski)
3. Och moja mała (muz. i sł. Jerzy Ślubowski)
4. Magia słów (muz. i sł. Sławomir Osuchowski)
5. Dobra zabawa (muz. i sł. Witold "Mix" Waliński)

## Skład zespołu
- Jerzy Ślubowski
- Leszek Nowakowski
- Sławomir Osuchowski